# Cameraria temblorensis
Cameraria temblorensis là một loài bướm đêm thuộc họ Gracillariidae. Nó được tìm thấy ở Hoa Kỳ (California).
Chiều dài cánh trước là 3–4 mm.
Ấu trùng ăn Quercus douglasii, Quercus dumosa, Quercus dumosa × engelmanii, Quercus engelmannii, Quercus turbinella và Quercus × alvordiana. Chúng ăn lá nơi chúng làm tổ.

## Etymology
Tên khoa học có nguồn gốc từ loài địa phương (Temblor Range) và the Latin suffix -ensis (denoting place, locality).